# Chinatown (Bangkok)
La Chinatown di Bangkok è una delle più grandi Chinatown del mondo, il cui nucleo si trova lungo Thanon Yaowarat, che funge da arteria principale e talvolta dà il nome all'intera area, che viene spesso chiamata Yaowarat.
L'intera area di Chinatown coincide approssimativamente con il distretto di Samphanthawong e comprende quartieri come Song Wat e Talat Noi lungo il fiume Chao Phraya e Charoen Chai, Khlong Thom e Nakhon Khasem lungo Charoen Krung.

## Storia
Dopo la fine del Regno di Ayutthaya, il re Taksin stabilì il regno di Thonburi nel 1767 e si avvalse dell'aiuto dei mercanti Teochew, con i quali condivideva legami etnici, per rifornire di riso e provviste la nuova capitale Thonburi. In cambio dell'aiuto ricevuto, concesse loro molti favori, tra cui un terreno sulla sponda orientale del fiume Chao Phraya, di fronte al suo palazzo e racchiuso dalle mura della città, su cui insediare la loro comunità. La popolazione Teochew prosperò sotto Taksin, a spese di quella Hoklo, la cui comunità si trovava nell'area di Kudi Chin, sulla riva occidentale a sud della città.
Il regno di Taksin però terminò nel 1782 a seguito di un colpo di stato che stabilì il regno di Rattanakosin, con a capo Rama I. Questi fece spostare il palazzo sulla sponda orientale del fiume, che era strategicamente più sicura, e ciò comportò anche il trasferimento della comunità Teochew, una mossa probabilmente motivata dal fatto che i Teochew erano stati sostenitori dei Taksin, mentre Rama I aveva legami con gli Hoklo. Rama I fece reinsediare i Teochew nell'area di Sampheng, sulla sponda orientale del fiume in un'area paludosa e inaccessibile.
In qualità di abili mercanti, la comunità cinese prosperò nel commercio e crebbe man mano che gli immigrati dalla Cina si riversavano a Bangkok. Questo crescita della Chinatown accelerò ulteriormente a seguito della firma del Trattato di Bowring nel 1855, che liberalizzava il commercio internazionale. A cavallo tra il XIX e il XX secolo, Chinatown era diventata la principale area commerciale di Bangkok, nonché un quartiere a luci rosse che ospitava fumerie d'oppio, teatri, discoteche e case da gioco.
Nel XX secolo l'importanza commerciale di Chinatown è però gradualmente diminuita quando le imprese e i residenti benestanti si sono trasferiti nelle aree più nuove della città in espansione. Quelli rimasti, tuttavia, hanno continuato a praticare la loro cultura, facendo di Chinatown un centro di cibo, artigianato e religione cinese, nonostante la graduale assimilazione della popolazione cinese nella società thailandese.